# Bateria do Pontal de Sernambetiba
A Bateria do Pontal de Sernambetiba localizava-se no pontal de Sernambetiba, atual bairro do Recreio dos Bandeirantes), no litoral sudoeste da cidade e estado do Rio de Janeiro, no Brasil.

## História
É uma fortificação relacionada por SOUZA (1885), em posição dominante no pontal de Sernambetiba, e que cooperava com a Bateria de Itapuã. Ambas faziam parte do conjunto de baterias que defendiam o acesso à antiga Capital, por forças que desembarcassem entre a ponta da Gávea e a barra de Guaratiba, já desaparecidas à época (1885) (op. cit., p. 113).
GARRIDO (1940) segue a mesma informação, acrescentando que essas duas Baterias, em 1838, se encontravam sob o comando do Capitão Antônio José Leal de Barros (op. cit., p. 126).
BARRETTO (1958) computa um Fortim de Sernambetiba, e não uma, mas duas baterias do Pontal. Essas estruturas sobre a praia no pontal de Itapuã, a oeste do pontal de Sernambetiba, teriam sido erguidas, como as demais da região, em 1775, durante o governo do Vice-rei D. Luís de Almeida Portugal (1769-1779), para defesa daquele trecho do litoral. O mesmo autor refere ainda que duas das antigas peças que artilhavam estas posições se encontravam, à época (1958), no Museu Histórico Nacional, no Rio de Janeiro (op. cit., p. 252-255).
Encontra-se relacionada como Fortim de Semambitiba, entre as defesas do setor Sul ("Fortificação de Semambitiba") no "Mapa das Fortificações e Fortins do Município Neutro e Província do Rio de Janeiro" de 1863, no Arquivo Nacional (CASADEI, 1994/1995:70-71).